# 福岡高速道路
福岡高速道路（日语：／ Fukuoka kōsokudōro */?）是日本福岡縣福岡市與周邊的大野城市、太宰府市、粕屋町、春日市所組成的收費快速道路路線網。總長約56.8公里。
可稱為福岡都市高速道路（ふくおかとしこうそくどうろ）、福岡高速（ふくおかこうそく）或者福岡都市高速（ふくおかとしこうそく）。福岡市當地一般以都市高速、都市高（としこう）略稱之，道路交通標誌與經過福岡高速的公共汽車皆以「都市高速（URBAN EXPWY）」表示（以前以「福岡高速 」表示）。
本道路網是由福岡北九州高速道路公社建設並且管理的指定都市高速道路，道路法上則屬於福岡市道。4號粕屋線全線與1号香椎線的一部份劃為亞洲公路1號線路段。另外，全線皆指定為地域高規格道路（福岡都會區快速道路）的計畫路線。

## 路線

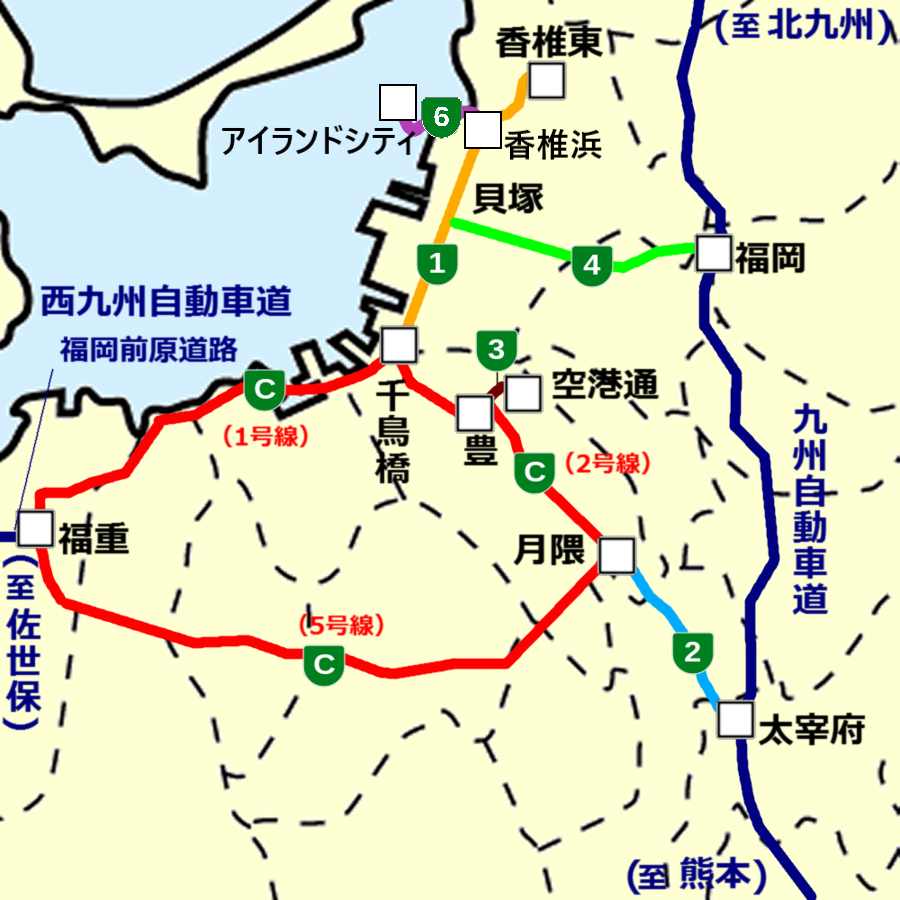
福岡高速道路與周邊高速公路路線圖。

福岡高速道路的路線如下（以建設時的路線名為基準）。
- 福岡高速1號線（香椎東出入口 - 福重系統交流道、18.0公里）
- 福岡高速2號線（千鳥橋系統交流道 - 水城出入口・太宰府交流道、13.2公里）
- 福岡高速3號線（豐系統交流道 - 機場通出入口、0.6公里）
- 福岡高速4號線（貝塚系統交流道 - 粕屋出入口・福岡交流道、6.9公里）
- 福岡高速5號線（日语：福岡高速5号線）（月隈系統交流道 - 福重系統交流道、18.1公里）
- 福岡高速6號線（香椎濱系統交流道 - 島城出入口、2.5公里）[4][5]

### 通稱名
2012年7月21日福重系統交流道1號線與5號線的引道通車，環狀路線完成的同時賦予各道路通稱名。
通稱名、路段如下所列。道路交通標誌全數置換為通稱名  。
- 環狀線（環狀線C）（千鳥橋系統交流道 - 月隈系統交流道 - 福重系統交流道 - 千鳥橋系統交流道、35公里[8]） - 5號線全部與1號線・2號線部分路段
- 香椎線（香椎線1）（香椎東出入口 - 千鳥橋系統交流道、8公里[8]） - 1號線的一部分（非環狀部）
- 太宰府線（太宰府線2）（月隈系統交流道 - 水城出入口、太宰府交流道入口、6公里[8]） - 2號線的一部分（非環狀部）
- 機場線（機場線3）（豐系統交流道 - 機場通出入口、0.6公里）
- 粕屋線（粕屋線4）（貝塚系統交流道 - 粕屋出入口、福岡交流道、6.9公里）
- 島嶼城市線（島嶼城市線6）（香椎濱系統交流道 - 島嶼城市出入口、2.5公里）

## 收費

### 現金車（一般）
- 普通車 : 620圓
- 大型車 : 1230圓

### ETC車
- 平日日間（7:00-22:00）
  - 普通車：620圓
  - 大型車：1230圓

- 星期六日間（7:00-22:00）
  - 普通車：580圓
  - 大型車：1160圓

- 平日･星期五夜間（22:00-7:00）、星期日/假日
  - 普通車：550圓
  - 大型車：1100圓

### ETC車 （特定區間：貝塚⇔松島、多之津、粕屋、福岡交流道）
- 平日日間（7:00-22:00）
  - 普通車：490圓
  - 大型車：980圓

- 星期六日間（7:00-22:00）
  - 普通車：460圓
  - 大型車：930圓

- 平日、星期六夜間（22:00-7:00）、星期日/假日
  - 普通車：440圓
  - 大型車：880圓

## 事業中路線
自香椎線分歧，至福岡島城的快速道路為「福岡高速6號線」（通稱：島城線），2016年度（平成28年度）事業化。
總長2.5公里、寬19公尺、事業費含街路事業費、港灣事業費等總計292億圓（福岡高速6號線）。
另外，福岡高速3號線（通稱：機場線）直接連接至福岡機場的延伸工程，現在正在進行環境影響評估手續。

## 相關項目
- 收費道路
  - 都市高速道路
    - 北九州高速道路
- 地域高規格道路列表（日语：地域高規格道路一覧）
- 九州地方道路列表

## 外部連結
- 福岡北九州高速道路公社 （页面存档备份，存于）